# King for a Day (Pierce the Veil)
King for a Day è un singolo pubblicato dalla band statunitense Pierce the Veil il 5 giugno 2012. Esso vede la collaborazione di Kellin Quinn, cantante dei Sleeping with Sirens. Il singolo è il primo estratto dal loro album Collide with the Sky (2012).
Il 6 agosto 2012 è stato pubblicato il video ufficiale del singolo. King for a Day è stata nominata sia per Best Single che per Best Video ai Kerrang! Awards del 2013, riuscendo a vincere il premio per il miglior video.

## Significato
Questo brano tratta dell'essere innervositi e stressati fino ad essere portati all'esasperazione. In un'intervista Fuentes ha dichiarato che in certe occasioni ha talmente tanti pensieri per la testa da non riuscire a mantenere il controllo della sua mente e dei suoi gesti.

## Video musicale
Nel video Vic Fuentes e Kellin Quinn sono due banchieri. Il direttore della banca Mr. Smalls dà loro il compito di stare svegli durante la notte per correggere i valori delle vendite. Mentre sono intenti a lavorare scoprono che Mr Smalls ha trasferito più di due milioni di dollari in una banca privata svizzera, e capiscono che equivalevano al taglio di stipendio che gli impiegati avevano subito la settimana passata.
All'inizio del secondo verso della canzone, Quinn e Fuentes incontrano una gang (interpretata dagli altri componenti dei Pierce the Veil) con cui progettano una rapina alla banca. Il giorno dopo Fuentes e Quinn entrano nell'edificio scambiando uno sguardo di collaborazione con gli altri impiegati, anche loro già informati della rapina. Successivamente gli altri componenti del gruppo arrivano coperti dal passamontagna. Mr. Smalls viene bloccato sopra una sedia mentre tutti si nascondono. I ladri entrano nel deposito della banca e incominciano a porre i soldi nei loro borsoni. Quando sono pronti per scappare, uno dei malviventi spara con una pistola di acqua su Mr Small, il quale arriva a comprendere che è stato ingannato.
Alla fine del video tutto il gruppo celebra l'evento, mentre alla tv viene visto Mr Small arrestato per evasione fiscale e condannato a 25 anni di galera.

## Premi
- Alternative Press Readers poll
  - 2012: Miglior singolo
- Kerrang! Awards[2]
  - 2013: Miglior video
  - 2013: Miglior singolo (nomination)